# Csou szertartásai
A Csou (Zhou) szertartásai a Szertartások feljegyzései és a Rítusok és szertartások című művek mellett egyike a „három szertartás” (szan li (san li) 三禮) néven is emlegetett művek csoportjának, amely részét képezi a konfuciánus kánonnak.

## Címe
A mű eredetileg a „Csou (Zhou) hivatalnokai” (Csou kuan (Zhou guan) 周官) címet viselte, amelyet Liu Hszin (Liu Xin) (劉歆; kb. i. e. 50 – i. sz. 23) változtatott a Csou (Zhou) szertartásaira, hogy megkülönböztesse az Írások könyve azonos című fejezetétől.

## Szerzősége
A mű először az i. e. 2. század közepén bukkant fel a császár, Han Vu-ti (Han Wudi) öccsének, Liu Tö (Liu De) (劉德) herceg (elh. i. e. 130) könyvtárában. Az első szerkesztője Liu Hszin (Liu Xin) volt, aki a szerzőségét a Csou (Zhou)-dinasztia megalapításában jelentős szerepet játszott, legendás Csou Kung (Zhou Gong)nak (周公) tulajdonította.
A 19-20. század fordulóján élt kiváló tudós, Kang Ju-vej (Kang Youwei) (康有為; 1858–1927) már úgy gondolta, hogy a mű csupán Liu Hszin (Liu Xin) kompilációja. A mű keletkezési korával kapcsolatban máig megoszlanak a vélemények. Vannak, akik kitartanak amellett, hogy a Nyugati Csou (Zhou)-korban (i. e. 1046–771) íródott, míg mások inkább azon az állásponton vannak, hogy valamikor az i. e. 3. században állíthatták össze.

## Tartalma
A mű, a hivatalnokok hatáskörének területei szerint összesen hat fejezetre oszlik:
1. Az ég hivatalnokai (Tien-kuan csung-caj (Tianguan zhongzai) 天官冢宰) – a kormányzásért általában
2. A föld hivatalnokai (Ti-kuan sze-tu (Diguan situ) 地官司徒) – az adózásért és az adminisztrációért
3. A tavasz hivatalnokai (Csun-kuan cung-po (Chunguan zongbo) 春官宗伯) – az oktatásért, valamint a társadalmi és vallási intézményekért
4. A nyár hivatalnokai (Hszia-kuan sze-ma (Xiaguan sima) 夏官司馬) – a hadseregért
5. Az ősz hivatalnokai (Csiu-kuan sze-kou (Qiuguan sikou) 秋官司) – az igazságszolgáltatásért
6. A tél hivatalnokai (Tung-kuan kao-kung-csi (Dongguan kaogongji) 冬官考工記) – a népességért, a kézműiparért, a mezőgazdaságért

## Külső hivatkozások
- Zhou li Az eredeti kínai szöveg angol szószedettel - Chinese Text Project
- Rites of Zhou (franciául)